# Selección femenina de fútbol sub-20 de Ecuador
La selección femenina de fútbol sub-20 de Ecuador es el equipo que representa al país en las competiciones de ese nivel. Está conformada por jugadoras convocadas de nacionalidad ecuatoriana menores de 20 años de edad. Es controlada por la Federación Ecuatoriana de Fútbol, que pertenece a la Confederación Sudamericana de Fútbol.
Es una de las selecciones más débiles de América del Sur. De sus nueve participaciones en el Campeonato Sudamericano Femenino Sub-20, sólo ha podido disputar la fase final en 2004, competición en la que alcanzó el tercer lugar. Asimismo, jamás se ha clasificado para un mundial de la categoría.

## Estadísticas

### Copa Mundial Femenina Sub-20
| Año   | Ronda        | Posición     | PJ           | PG           | PE           | PP           | GF           | GC           | Goleadora    |
| ----- | ------------ | ------------ | ------------ | ------------ | ------------ | ------------ | ------------ | ------------ | ------------ |
| 2002  | No participó | No participó | No participó | No participó | No participó | No participó | No participó | No participó | No participó |
| 2004  | No clasificó | No clasificó | No clasificó | No clasificó | No clasificó | No clasificó | No clasificó | No clasificó | No clasificó |
| 2006  | No clasificó | No clasificó | No clasificó | No clasificó | No clasificó | No clasificó | No clasificó | No clasificó | No clasificó |
| 2008  | No clasificó | No clasificó | No clasificó | No clasificó | No clasificó | No clasificó | No clasificó | No clasificó | No clasificó |
| 2010  | No clasificó | No clasificó | No clasificó | No clasificó | No clasificó | No clasificó | No clasificó | No clasificó | No clasificó |
| 2012  | No clasificó | No clasificó | No clasificó | No clasificó | No clasificó | No clasificó | No clasificó | No clasificó | No clasificó |
| 2014  | No clasificó | No clasificó | No clasificó | No clasificó | No clasificó | No clasificó | No clasificó | No clasificó | No clasificó |
| 2016  | No clasificó | No clasificó | No clasificó | No clasificó | No clasificó | No clasificó | No clasificó | No clasificó | No clasificó |
| 2018  | No clasificó | No clasificó | No clasificó | No clasificó | No clasificó | No clasificó | No clasificó | No clasificó | No clasificó |
| 2022  | No clasificó | No clasificó | No clasificó | No clasificó | No clasificó | No clasificó | No clasificó | No clasificó | No clasificó |
| 2024  | No clasificó | No clasificó | No clasificó | No clasificó | No clasificó | No clasificó | No clasificó | No clasificó | No clasificó |
| 2026  | Por definir  | Por definir  | Por definir  | Por definir  | Por definir  | Por definir  | Por definir  | Por definir  | Por definir  |
| Total | 0/11         | –º           | 0            | 0            | 0            | 0            | 0            | 0            | –            |

### Campeonato Sudamericano Femenino Sub-20
| Año   | Ronda        | Posición  | PJ        | PG        | PE        | PP        | GF        | GC        | Goleadora             |
| ----- | ------------ | --------- | --------- | --------- | --------- | --------- | --------- | --------- | --------------------- |
| 2004  | Tercer lugar | 3º        | 3         | 1         | 0         | 2         | 4         | 10        | Claudia Camacho: 2    |
| 2006  | Primera fase | 10º       | 4         | 0         | 0         | 4         | 2         | 10        | Suntaxi y Gallardo: 1 |
| 2008  | Primera fase | 6º        | 4         | 1         | 1         | 2         | 6         | 10        | ?                     |
| 2010  | Primera fase | 5º        | 4         | 2         | 0         | 2         | 4         | 4         | Ortiz y Ferrín: 2     |
| 2012  | Primera fase | 7º        | 4         | 1         | 0         | 3         | 6         | 11        | Ligia Moreira: 3      |
| 2014  | Primera fase | 6º        | 4         | 2         | 0         | 2         | 5         | 1         | Ámbar Torres: 3       |
| 2015  | Primera fase | 5º        | 4         | 2         | 1         | 1         | 8         | 4         | Angie Ponce: 3        |
| 2018  | Primera fase | 6º        | 4         | 1         | 0         | 3         | 4         | 8         | Joselyn Espinales: 2  |
| 2020  | Cancelado    | Cancelado | Cancelado | Cancelado | Cancelado | Cancelado | Cancelado | Cancelado | Cancelado             |
| 2022  | Primera fase | 5º        | 4         | 2         | 0         | 2         | 9         | 9         | Nayely Bolaños: 5     |
| 2024  | Primera fase | 7º        | 4         | 1         | 1         | 2         | 3         | 5         | Lía Rodríguez: 2      |
| Total | 10/10        | 7º        | 39        | 13        | 3         | 23        | 51        | 72        | Nayely Bolaños: 5     |